# Vita nätter (film, 1985)
Vita nätter (originaltitel: White Nights) är en amerikansk dramafilm från 1985 i regi av Taylor Hackford. Rollerna spelas av bland andra Mikhail Baryshnikov, Gregory Hines, Jerzy Skolimowski, Helen Mirren och Isabella Rossellini.

## Handling
Raymond Greenwood (Gregory Hines) är en amerikansk steppdansare som har hoppat av till Sovjetunionen där han jobbar på en liten teater i Sibirien tillsammans med sin ryska fru Darya (Isabella Rossellini).
När ett plan från USA måste nödlanda i Sibirien upptäcker myndigheterna att den kända ryska balettdansaren Nikolai "Kolya" Rodchenko (Michail Barysjnikov) även han en avhoppare, fast till väst, är med på planet och detta blir ett tillfälle för Sovjet att få tillbaka sin dansare.
Båda dansarna förs till Leningrad, där Raymond får i uppdrag att få Nikolai tillbaka i form så att han kan uppträda på den stora öppningsnatten av den nya balettsäsongen. Väl i Leningrad träffar Nikolai sin gamla kärlek Galina Ivanova, en tillbakadragen ballerina som han lämnade kvar i Sovjet, spelad av Helen Mirren.  
Dansarna blir vänner och börjar samarbeta för att tillsammans kunna rymma från Sovjet till väst.

## Medverkande i urval
- Michail Barysjnikov – Nikolai "Kolya" Rodchenko
- Gregory Hines – Raymond Greenwood
- Jerzy Skolimowski – Colonel Chaiko
- Helen Mirren – Galina Ivanova
- Geraldine Page – Anne Wyatt
- Isabella Rossellini – Darya Greenwood
- John Glover – Wynn Scott

## Om filmen
Filmen är känd för sina dansuppträdanden, som dansarna själva koreograferade, men även för den Oscarvinnande låten "Say You, Say Me" av Lionel Richie, och även låten "Separate Lives" som Phil Collins och Marilyn Martin framför. Filmen visar även exklusiva, äkta bilder inifrån det stängda Sovjet som man fick fram genom att ett finskt tv-team åkte in till Leningrad och smygfilmade inifrån den bil som man åkte med.
Bruttointäkten för filmen i USA är 13,046,465 dollar.

## Priser och nomineringar
Vita nätter vann en Oscar och en Golden Globe för bästa originalsång ("Say You, Say Me").